# Route nationale 789
Die Route nationale 789, kurz N 789 oder RN 789, war eine französische Nationalstraße, die von 1933 bis 1973 zwischen Brest und Le Conquet verlief. In Le Conquet hatte sie keine Verbindung zu einer anderen Nationalstraße. Ihre Länge betrug 25 Kilometer. Vor 1933 war die Straße der Chemin de Grande Communication (Gc) 12 des Départements Finistère.